# Szajla
Szajla is een plaats (község) en gemeente in het Hongaarse comitaat Heves. Szajla telt 676 inwoners (2002).